# جوزپه کاستلی
جوزپه کاستلی (انگلیسی: Giuseppe Castelli; ۵ اکتبر ۱۹۰۷ – ۱۹ دسامبر ۱۹۴۲) دونده اهل پادشاهی ایتالیا بود.